# Buthus elizabethae
Espèce
Buthus elizabethae est une espèce de scorpions de la famille des Buthidae.

## Distribution
Cette espèce se rencontre en Guinée et au Sénégal.
Sa présence en Guinée-Bissau est incertaine.

## Description
Le mâle holotype mesure 56,2 mm et la femelle paratype 60,4 mm.

## Étymologie
Cette espèce est nommée en l'honneur d'Elizabeth Victoria Fet.

## Publication originale
- Lourenço, 2005 : « Description of a new scorpion species of the genus Buthus Leach, 1815 (Scorpiones, Buthidae) from Guinea and Senegal in Western Africa. » Entomologische Mitteilungen aus dem Zoologischen Museum Hamburg, vol. 14, no 171, p. 229-236 (texte intégral).